# Franz Theodor Kugler
Franz Theodor Kugler (ur. 18 maja 1808 w Szczecinie, zm. 18 marca 1858 w Berlinie) – niemiecki historyk sztuki, poeta, nowelista, dramatopisarz i malarz.

## Życiorys
Był synem Johanna Georga Emanuela Kuglera, kupca i posła duńskiego w Szczecinie. Studiował germanistykę i historię sztuki w Berlinie i Heidelbergu, uczęszczał także na zajęcia do berlińskiej Bauakademie. W 1829 roku zdał w Szczecinie egzamin z budownictwa, uzyskując certyfikat mierniczego. Studiował też teorię muzyki u Carla Loewego i był członkiem stowarzyszenia śpiewaczego Carla Friedricha Zeltera, biorąc udział w wykonaniu Pasji według św. Mateusza J.S. Bacha pod dyrekcją Felixa Mendelssohna. Od 1830 roku mieszkał na stałe w Berlinie, gdzie od 1833 roku wykładał historię sztuki na Uniwersytecie Fryderyka Wilhelma. Odbył podróż badawczą do Włoch. Od 1843 roku pracował w pruskim Ministerstwie Kultury na stanowisku referenta. Wspólnie z Theodorem Fontanem wydawał rocznik „Argo”.
Jako malarz wykonał m.in. portrety Heinricha Heinego, Josepha von Eichendorffa, Ludwiga Uhlanda i Adelberta von Chamisso. W 1830 roku opublikował Skizzenbuch, szkicownik z rytowanymi arabeskami, kompozycjami i szkicami krajobrazów, zawierający także wiersze jego autorstwa. Był autorem prac Pommersche Kunstgeschichte (1840), dwutomowej Geschichte der Malerei i wydanej wspólnie z Robertem Reinickiem Liederbuch für deutsche Künstler (1833). Napisał także Über die älteren Kirchen Stettins (1833) oraz pracę o Fryderyku Wielkim Geschichte Friedrichs des Grossen (1840), zilustrowaną przez Adolpha Menzla. Pracował też nad obszernym dziełem Geschichte der Baukunst, z którego zdołał opracować 2 pierwsze tomy. Napisał popularną pieśń An der Saale hellem Strande, do której muzykę ułożył Friedrich Ernst Fesca.